# Honda FCX Clarity
La Honda FCX Clarity est une voiture à moteur électrique alimenté par une pile à combustible. Elle est cousine de la Honda Accord hybride qui est équipée d'une pile à combustible de type V Flow 1. C'est une berline conçue pour transporter 5 passagers, elle est équipée de 4 portes, plus un hayon et elle est produite, en sérié limitée, au Japon et aux États-Unis, depuis le 19 juin 2008.

## Prototypes FCX concept
- 1999 Septembre
  - Honda FCX-V1: Moteur à hydrogène
  - Honda FCX-V2: Moteur à Méthanol

- 2000 Septembre
  - Honda FCX-V3: moteur Supercondensateur, testé en public

- 2001 Septembre
  - Honda FCX-V4: version améliorée de FCX-V3

- 2002 Décembre
  - Honda FCX:

- 2008 juin
  - Honda FCX Clarity

## Chiffres de vente
57 en 2012 aux États-Unis 